# FKブラツトヴォ・ブラトゥナツ
FKブラツトヴォ・ブラトゥナツ（FK Bratstvo Bratunac）は、ボスニア・ヘルツェゴビナのスルプスカ共和国ブラトゥナツをホームタウンとするサッカークラブである。

## 歴史
1995-96シーズンはドルガ・リーガRSに所属、入れ替え戦に勝利してプルヴァ・リーガRSに昇格した。
1996-97シーズンはプルヴァ・リーガRS・東地域で12チーム中9位に終わり、8位のスティエスカ・スルビニェ、10位のスラビア・スルプスコ・サラエヴォ、11位のヴェレジュ・ネヴェシニェ、最下位のイェディンストヴォ・ブルチコと共にドルガ・リーガRSに降格した。
2017-18シーズンにスルプスカ共和国3部リーグの東地域で優勝してドルガ・リーガRSに昇格した。2018-19シーズンはドルガ・リーガRS・東地域で15チーム中14位に終わり、最下位のグベル・スレブレニツァ、シーズン前半に大会から除外されたスロガ・ユナイテド・ビイェリナと共に降格した。